# Green Zone
Ne doit pas être confondu avec la Zone verte, qui est le sujet du film.
Pour plus de détails, voir Fiche technique et Distribution.
Green Zone ou La Zone verte au Québec, est un film de guerre franco-américano-hispano-britannique réalisé par Paul Greengrass et sorti en 2010. écrit par Brian Helgeland, le scénario est adapté du livre Imperial Life in the Emerald City de Rajiv Chandrasekaran, paru en 2006. Le film met en vedette Matt Damon, Greg Kinnear, Brendan Gleeson, Amy Ryan, Khalid Abdalla et Jason Isaacs.
Produit par Working Title Films avec un soutien financier d'Universal Pictures, StudioCanal, Relativity Media, Antena 3 Films et Dentsu, le tournage du film débuta en janvier 2008 en Espagne, se déplaçant plus tard au Maroc et au Royaume-Uni.
La première de Green Zone se déroule lors du Festival international du film fantastique de Yubari au Japon le 26 février 2010. Il sort en salles en Australie, en Russie, au Kazakhstan, en Malaisie et à Singapour, le 11 mars 2010, suivi par 10 autres pays le lendemain, parmi lesquels les États-Unis, le Royaume-Uni et au Canada. Bien qu'ayant reçu des critiques mitigées positivement, Green Zone rencontre un échec commercial, ne totalisant que 94,9 millions de dollars de recettes mondiales, alors que le film a coûté 100 millions.

## Synopsis
Au début du conflit en Irak, en 2003, le chief Roy Miller de l'US Army est chargé avec son équipe de retrouver des armes de destruction massive (ADM) censées se trouver dans le pays. Mais, ballotté de site en site, il ne retrouve aucune trace de ces armes et commence à se poser des questions sur la fiabilité des renseignements de la source de l'armée. Il en fait part à sa hiérarchie qui le rappelle à l'ordre.
Parallèlement, Clark Poundstone, un officiel du Pentagone, accueille un politicien irakien et est interrogé par la journaliste Lawrie Dayne qui veut s'entretenir, comme promis, directement avec « Magellan », la source concernant les armes de destruction massive, en raison de la pression internationale concernant les recherches infructueuses. Poundstone diffère.
Au cours d'une patrouille, Miller est contacté par Freddy, un Irakien unijambiste, qui lui apprend que des personnalités du Parti Baas se trouvent dans une maison. Miller et ses hommes investissent le bâtiment et ce dernier découvre que le général Al-Rawi, surnommé le « valet de trèfle » dans le jeu de cartes de l'armée américaine, est présent dans la maison. Al-Rawi parvient à s'enfuir avec d'autres hommes mais un de ses sbires est capturé par les Américains. Miller met la main sur un carnet contenant de précieuses informations. Ce carnet est convoité par Poundstone qui envoie un commando des opérations spéciales mené par le major Briggs le récupérer.
Le responsable local de la CIA, Martin Brown, prend contact avec Miller afin de le pousser à continuer ses investigations au cours desquelles le militaire va découvrir les motivations officieuses de l'administration américaine pour mener cette guerre.

## Fiche technique
- Titre original et français : Green Zone
- Titre québécois : La Zone verte
- Réalisation : Paul Greengrass
- Scénario : Brian Helgeland, d'après le livre de Rajiv Chandrasekaran
- Musique : John Powell
- Photographie : Barry Ackroyd
- Distribution des rôles : Daniel et John Hubbard, Amanda Mackey Johnson et Cathy Sandrich
- Direction artistique : Juan Pedro De Gaspar
- Décors : Dominic Watkins
  - Décors de plateau : Lee Sandales
- Costumes : Sammy Sheldon
- Montage : Christopher Rouse
- Sociétés de production : Universal Pictures, Studiocanal, Relativity Media, Working Title Films et Antena 3 Films
- Producteurs : Tim Bevan, Eric Fellner, Lloyd Levin et Paul Greengrass
  - Producteurs délégués : Debra Hayward et Liza Chasin (en)
- Société de distribution : Universal Pictures (États-Unis), Studio Canal (France)
- Pays de production :  France,  États-Unis,  Espagne,  Royaume-Uni
- Langues originales : anglais, arabe
- Format : couleur — 35 mm — 2,35:1 — son DTS / Dolby Digital / SDDS
- Genre : guerre, thriller
- Durée : 115 minutes
- Dates de sortie en salles[3] : 
  - Canada, Espagne, États-Unis, Royaume-Uni : 12 mars 2010
  - Belgique, France : 14 avril 2010
- Classification[4] :
  - États-Unis : R
  - France : tous publics

## Distribution
- Matt Damon (V.F. : Damien Boisseau et V.Q. : Gilbert Lachance) : le commandant Roy Miller
- Amy Ryan (V.F. : Anne Dolan et V.Q. : Mélanie Laberge) : Lawrie Dayne
- Greg Kinnear (V.F. : Edgar Givry et V.Q. : Antoine Durand) : Clark Poundstone
- Jason Isaacs (V.F. : David Krüger et V.Q. : Patrick Chouinard) : le major Briggs
- Brendan Gleeson (V.F. : Patrick Floersheim  et V.Q.: Sylvain Hétu) : Martin Brown
- Martin McDougall : M. Sheen
- Khalid Abdalla (V.F. : Omar Yami et V.Q. : Martin Watier) : « Freddy »
- Nicoye Banks (V.F. : Frantz Confiac ; V.Q.: François Godin) : Perry
- Michael O'Neill (V.Q. : Pierre Chagnon) : le colonel Bethel
- Yigal Naor (V.F. : Saïd Amadis et V.Q. : Widemir Normil) : le général Al Rawi
- Antoni Corone : le colonel
- Tommy Campbell : le commandant
- Paul McIntosh : l'officier de la CIA
- Sean Huze (V.F. : Sam Salhi) : le sergent Conway
- Robert Harrison O'Neil : le journaliste

Sources et légende : Version française (V.F.) sur RS Doublage  et Version québécoise (V.Q.) sur Doublage Québec

## Production

### Tournage
La production de Green Zone devait initialement débuter à la fin 2007, mais le tournage débuta finalement le 10 janvier 2008 sur la base aérienne de Los Alcázares, en Espagne, puis au Maroc et pour finir au Royaume-Uni en décembre 2008.

## Accueil

### Accueil critique
Dès sa sortie en salles aux États-Unis, Green Zone obtient un accueil critique mitigé, en recueillant 53 % d'avis favorables sur le site Rotten Tomatoes, sur la base de 177 commentaires collectés et une note moyenne de 6⁄10 et un score de 63⁄100 sur le site Metacritic, sur la base de 38 commentaires collectés. En France, le long-métrage obtient un meilleur accueil auprès de la presse, puisqu'il obtient une note moyenne de 3,8⁄5, basé sur 28 commentaires collectés.
Roger Ebert du Chicago Sun-Times décerne 4 étoiles au film, et écrit : « Greengrass suit l'action dans le style "QueasyCam" ("caméra saoulante") que j'ai auparavant trouvé exaspérant : de nombreux plans brefs entre des séquences filmées à l'épaule. Mais ici ça ne m'a pas gêné. Peut-être parce que j'étais emporté par l'action.  Ou bien parce que dans Green Zone, à l'inverse de la série Jason Bourne, aucune scène n'est invraisemblable... Un sacré thriller. »
James Berardinelli de ReelView accorde au film 3 étoiles et demi, car « l'aspect le plus intéressant de Green Zone est la façon dont il mêle habilement la réalité et la fiction ».
A. O. Scott du The New York Times apprécie la direction de Greengrass : « Il y a de nombreuses scènes de combat, pour la plupart filmées dans le style caméra à l'épaule, ce qui, avec le rythme staccato, est la signature de Greengrass, depuis Bloody Sunday jusqu'à la série des Jason Bourne. Ce metteur en scène arrive maintenant à mêler avec bonheur chaos et clarté. »
Rotten Tomatoes donne au film la note de 6/10, basée sur 180 avis, et conclut que "Matt Damon et Paul Greengrass retrouvent l'action forcenée et le style haletant de la série des Jason Bourne, mais un script encombré de clichés et des personnages stéréotypés empêchent le film d'atteindre l'efficacité des (films sur) Jason Bourne) 
Sous le titre Matt Damon rejoue Bourne à Bagdad, le The Daily Mail écrit que le film est « un thriller politique moralisateur déguisé en film de guerre » et que la démonstration des grandes vérités politiques qu'on y trouve n'atteint pas son but, car elle paraît « destinée à de jeunes Américains ignorants. »
Tim Robey dans le The Daily Telegraph assure que « bien qu'on connaisse maintenant parfaitement la manipulation qui a fourni (aux États-Unis) le prétexte pour partir en guerre, il est excitant de suivre sur le terrain les réactions du héros qui a senti la machination », mais qu'il est étonnant que ce soldat à la limite de la mutinerie ne soit ni sujet à la paranoïa ni maté par sa hiérarchie .
A. O. Scott, du The New York Times écrit dans son article intitulé À la recherche d'une victime de guerre : la Vérité que le film est un morceau de choix pour les critiques, car, bien que décrivant des événements récents, il est « un excellent exemple de la capacité du cinéma grand public à mettre en évidence les complexités du monde réel, sans pour autant être trop scolaire, et à faire de la fiction sans tomber dans la falsification ».
Andrew O'Hagan de l'Evening Standard est plus enthousiaste : pour lui, « Paul Greengrass a dirigé un film qui accomplit ce que d'innombrables articles de presse, études, déclarations gouvernementales et enquêtes publiques ont raté : révéler quels mensonges terribles se cachent derrière la décision des États-Unis et de la Grande-Bretagne de faire la guerre à l'Irak. Et il le fait avec panache, en décrivant la complexité des implications morales des personnages et en gardant toujours un suspense soutenu »
James Denselow, dans son article du The Guardian intitulé Bourne in Baghdad, estime que la description du conflit est bonne, d'autant que « ce qui rend le film vraiment crédible : il évite d'énoncer l'idée simpliste que l'Irak pouvait être remis d'aplomb à peu de frais. Et les efforts de Miller pour tout révéler (la conspiration basée sur de prétendues armes de destruction massive, et le plan de la CIA consistant à garder en place la hiérarchie militaire irakienne) sont annulés par l'initiative d'un personnage inattendu : un chiite nationaliste, mutilé de la guerre Iran-Irak, qui à la fin assène aux Américains la phrase qui tue : "Ce n'est pas à vous de décider de l'avenir de l'Irak". »
Michael Moore a écrit sur Twitter : « J'ai de la peine à croire qu'on ait pu faire ce film. Il a été bêtement distribué comme film d'action. C'est le plus HONNÊTE film sur la guerre en Irak fait par Hollywood ». »

### Box-office
Pour son premier week-end d'exploitation en salles aux États-Unis, Green Zone, diffusé dans plus de 3 000 salles, démarre à la seconde place du box-office avec un total de 14 309 295 $, derrière Alice au pays des merveilles, soit une moyenne de 4 765 $ par salle, ce qui constitue un résultat décevant par rapport aux précédentes collaborations entre Paul Greengrass et Matt Damon, sortis dans une combinaison de salles quasi similaire (La Mort dans la peau, avec 52 521 865 $ de recettes en premier week-end et La Vengeance dans la peau, avec 69 283 690 $ pour son premier week-end), avant de perdre plus de 57 % de ses bénéfices le week-end suivant, avec 6 113 105 $, soit un cumul de plus de 24,8 millions de dollars de recettes, soit une moyenne de 2 035 $ par salle. Green Zone perd des salles, et n'engrange plus beaucoup de bénéfices, finissant son exploitation avec 35 053 660 $ en huitième semaine, ce qui constitue un échec commercial au vu des 100 millions de dollars de budget de production.
Les recettes du film à l'étranger, soit 59 828 889 $, ne parviennent pas à compenser le flop américain, puisque les recettes mondiales atteignent les 94,8 millions de dollars de recettes.
En France, distribué dans 421 salles, Green Zone ne parvient qu'à se hisser en cinquième position du box-office avec 345 040 entrées en première semaine. Le film reste dans le top 20 hebdomadaire au cours des quatre semaines suivantes avec un cumul de 730 426 entrées. Après dix semaines à l'affiche, dont sept en province, Green Zone ne parvient à totaliser que 751 434 entrées,